# Hyophila linguaeformis
Hyophila linguaeformis är en bladmossart som beskrevs av Brotherus och Iishiba 1932. Hyophila linguaeformis ingår i släktet Hyophila och familjen Pottiaceae. Inga underarter finns listade i Catalogue of Life.